# Перигляціальний алювій

Схематичний геолого-геоморфологічний розріз четвертинних відкладів долини Дністра

Перигляціа́льний алю́вій (від грец. περι — поблизу, біля і лат. glacies — лід, льодовик) — генетичний тип алювіальних відкладів бореальних епох. Термін введено в геологічну літературу в 1909 році польським геологом Володимиром Лозинським. В льодовикові періоди перед фронтом льодовика великі маси талої води надходили в річкові долини, розширюючи їх і поглиблюючи русла. В міжльодовиковий час стік води з-під льодовиків різко зменшувався і річкові долини заповнювались перигляціальним алювієм. Джерелами уламкового матеріалу були, як правило, відклади донних та внутрішніх морен. З наступним етапом похолодання, відновлювався наступ льодовика і пов'язане з цим врізання русел. Саме так утворені тераси таких річок, як Дніпро, Дністер, Дон, Волга, Об, Єнісей та ін. Кількість надзаплавних терас у них відповідає кількості льодовикових епох.
Основна літологічна характеристика перигляціального алювію — це відсутність чіткої диференціації алювіальних макрофацій: руслової, заплавної і старичної, замість яких спостерігається басейнове поширення фацій, як результат переважання ролі зважених осадів в умовах розмитих літніх паводків.
В долинах рівнинних річок виділяють наступні фації перигляціального алювію, причому перші дві є домінуючими:
- фації проток — це лінійно витягнуті лінзи відносно добре відсортованих косошаруватих пісків, що залягають на різних гіпсометричних рівнях. Потужності цих тіл іноді сягають до 10 метрів. Формування їх відбувалось під час сезонних спадів рівня паводкових вод і локалізації стоку в одній протоці. Це типова фація периглаціального алювію, що утворилась під час слабкого і помірного перигляціального режиму.[3]
- власне повеней — формуються в результаті перетворення в неї заплавного алювію і в залежності від стадії похолодання має різні степені вираження. Оскільки основний етап осадконагромадження припадає на час літніх паводків, відносна роль цієї фації в розрізі перигляціального алювію стає визначальною. Літологічно фація представлена суглинками і супісками, не гумусованими, з горизонтальною шаруватістю, з чітко видимими міжшаровими розмивами. Відклади слабо карбонатні, з дрібною ритмічністю і глинистою «сорочкою» на кварцових зернах. Часто зустрічаються рудименти лукових ґрунтів і мерзлотні деформації. Для цієї фації характерним є поширене облямуюче настилання на схили і на давніші тераси накладених заплав, але без ознак розмиву в підошві.
- застійних водойм — це локальні верстви і лінзи глин і суглинків, утворені у відшнурованих ділянках проток з майже лімнічним (озерним) гідродинамічним режимом. Вихідним матеріалом для цієї фації є відклади стариць міжльодовикового алювію. Характерна особливість перигляціальної фації застійних водойм — це приуроченість до бортів річкової долини. Морфологічно тіла фації видовжені в плані і лінзовидні в розрізі, іноді відклади цієї фації можуть складати весь розріз перигляціальної формації. Розміри тіл — сотні метрів і перші кілометри завдовжки та десятки — перші сотні метрів завширшки, за потужності біля 2-10 метрів. Складені ці утворення суглинками і глинами з горизонтальною дрібною і стрічковою шаруватістю, з поодиноким, але добре збереженим рослинним детритом. Деякі з таких озерних водойм можуть існувати навіть після того, як крівля перигляціального алювію перетворюється на терасу.[4]
- внутрішніх дельт — це утворення алювіально-пролювіальних конусів виносу, або внутрішніх дельт, які звичайно приурочені до впадіння приток в основну долину, чи долину більш високого рангу. Як правило, вони збігаються у плані з раніше утвореними внутрішніми дельтовими тілами міжльодовикового алювію, що перекривається. Відклади цих дельт відрізняються від основного перигляціального алювію аномальним літолого-мінералогічним складом і збільшеними потужностями. За літологічним складом фація представлена слабо диференційованими прошарками важких супісків, піскуватих суглинків з жорствою корінних порід в підошві. Розміри тіл в плані сягають до перших сотень метрів. Потужності — до повної потужності алювіальних відкладів. Поверхня крівлі відкладів цієї фації досить часто виражена, як похована форма рельєфу на поверхні надзаплавної тераси в устях приток. Як стратотиповий еталон фації внутрішньої дельти можна розглядати розріз палеолітичної стоянки Костенки 3.[5]
- прибортових зон — яка нагадує попередню, проте відрізняється геометрією тіл і не локальним, а лінійним поширенням відкладів вздовж бортів долини, де відбувається змішана алювіально-соліфлюкаційна седиментація. Дана фація є аналогом алювіально-делювіальної фації міжльодовикової стадії, з якої вона утворюється за умов похолодання. Відклади алювіальної фації прибортових зон залягають не тільки на рівні алювію, але і вище — в основі схилу. Літологічно відклади фації представлені в основному суглинками, в тому числі і лесовидними, в меншій мірі супісками, часто з дрібною ритмічною шаруватістю, яка нахилена по схилу, з прошарками палеоґрунтів і мерзлотними деформаціями. Ширина прибортової зони коливається в межах від декількох десятків до перших сотень метрів. Потужності відкладів даної фації часто збігаються з повними потужностями алювію.[6]